# Елі Бін
Е́лі Бін (івр. אלי בין; нар. 12 листопада 1963) — генеральний директор Маґен Давід Адом (МАДА) з 2005 року, за фахом — парамедик.

## Біографія
Бін приєднався до Маґен Давід Адом у віці 14 років як волонтер-підліток. В армії служив у Слідчій військовій поліції, а після служби повернувся до МАДА на посаду водія швидкої допомоги на станції в Афулі. Згодом його призначили координатором волонтерів на станції. Після цього він приєднався до профспілки працівників Маґен Давід Адом. Після посади координатора волонтерів на станції в Афулі, його призначили виконувачем обов'язків керівника району Га-Амакім.
У 1994 році його призначили на посаду виконувача обов'язків та заступника керівника МАДА району Гільбоа, і на цій посаді він керував ліквідацією наслідків кількох інцидентів із великою кількістю постраждалих.
Протягом семи років він обіймав посаду помічника генерального директора МАДА, паралельно виконуючи обов'язки голови профспілки працівників, а у 2005 році був призначений генеральним директором.
У лютому 2006 року Державний контролер Міха Лінденштраусс опублікував звіт про перевірку призначень у Маґен Давід Адом. У цьому звіті він розкритикував зміну критеріїв для призначення генерального директора, які визначали нижчі кваліфікаційні вимоги, ніж ті, що встановлені законом про державні компанії. За словами контролера, ця зміна проклала шлях до обрання Біна, попри те, що він не мав достатньої освіти. Також контролер стверджував, що Бін діяв у конфлікті інтересів, і розкритикував той факт, що на момент подання кандидатури він мав політичну приналежність (член Центру Лікуду).
Після подання звіту Державного контролера в МАДА було проведено повторний процес відбору, в результаті якого Бін був переобраний Виконавчим комітетом МАДА.
У 2010 році Бін був заарештований Поліцією Ізраїлю та Податковою службою за підозрою в податкових правопорушеннях. У 2016 році розслідування Податкової служби було закрито через відсутність доказів вини.
У рамках своєї посади він, серед іншого, ініціював угоду про співпрацю між Маґен Давід Адом та службами надзвичайних ситуацій та порятунку Індонезії.
Під час операції «Непорушна скеля» він намагався передати пакети крові з банку крові до Сектору Гази, але Палестинська адміністрація відхилила його пропозицію.

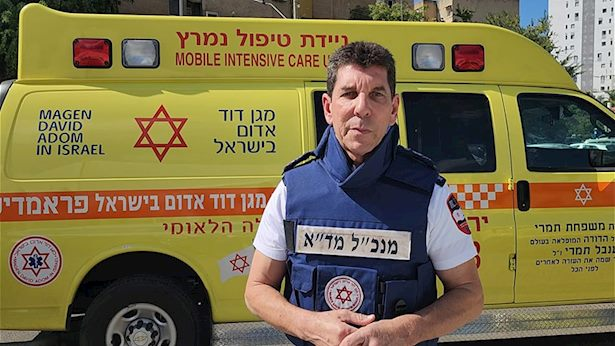
Елі Бін, жовтень 2023 року
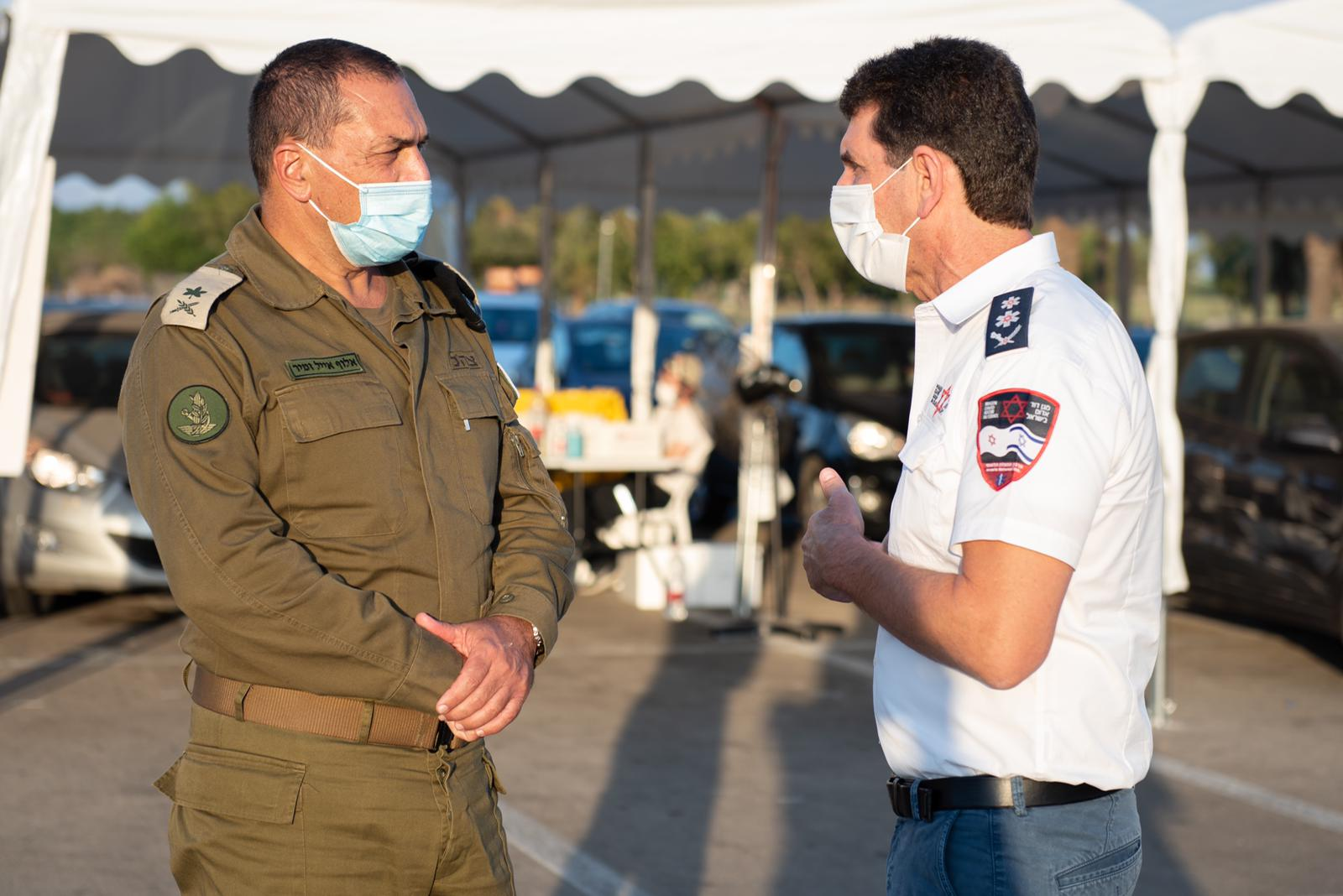
Бін (праворуч) разом із заступником начальника Генштабу Еялем Заміром у пункті тестування на COVID-19 типу «драйв-тру» в парку Яркон, вересень 2020 року